# Monumento a la Bandera (Iguala)
El Monumento a la Bandera, es uno de los principales en la ciudad de Iguala de la Independencia, fue realizado por el escultor mexicano Federico Canessi, se inauguró el 28 de septiembre de 1942 para conmemorar la Consumación de la Independencia Mexicana proclamada en esta ciudad el 24 de febrero de 1821.

## Historia
El Monumento a la Bandera de Iguala, se erigió por decreto presidencial para conmemorar la Consumación de la  Independencia Mexicana proclamada en esta ciudad el 24 de febrero de 1821.
La creación de este monumento histórico fue aprobada por el General Manuel Ávila Camacho, el entonces Presidente de la República, por gestiones del gobernador interino Carlos F. Carranco Cardoso, edificado por decreto presidencial, para el estado de Guerrero y para la ciudad de Iguala, sitio donde nació la Primera Bandera del México Independiente, La Trigarante, una vez promulgado el Plan de Iguala. La obra se ejecutó en la manzana del costado sur de la parroquia de San Francisco de Asís, el sitio exacto donde existió la casa habitada por Agustín de Iturbide al momento que se realizó la firma del Plan de Iguala.